# لاجیک
سر رابرت بریسون هال دوم (به انگلیسی: Sir Robert Bryson Hall II) (متولد ۲۲ ژانویه ۱۹۹۰ دز گیترزبرگ،مریلند) که بیشتر با نام هنری خود لاجیک (به انگلیسی: Logic) شناخته می‌شود، خواننده رپ،ترانه‌سرا و آهنگساز است.

## ۲۰۰۵ – ۱۹۹۰: اوایل زندگی
سر رابرت بریسون هال دوم زاده ۲۲ ژانویه ۱۹۹۰ در گیترزبرگ، مریلند است. پدرش (Robert Bryson Hall) یک آفریقایی-آمریکایی و مادرش یک سفیدپوست آمریکایی است. لاجیک جوانی اش را صرف کار در پروژه‌های مسکن وست دیر پارک کرد. درآمدش کم بود و در محله‌ای پر از جرم و جنایت زندگی می‌کرد. والدینش کوکایین مصرف می‌کردند و اعتیاد به الکل داشتند.
در اوایل نوجوانی اش برادرانش را می‌دید که به معتادان سراسر بلوک کراک کوکائین توزیع می‌کردند، برادرها به پدرشان هم مواد می‌فروختند.
لاجیک به دبیرستان محلی گیترزبرگرفت، البته فارغ التحصیل نشد و در پایه دهم پس از نرفتن به کلاس‌ها اخراج شد.
من تو همه کلاس‌ها بد بودم و تمامی درس‌ها جز انگلیسی رو افتادم، اونا هم منو از مدرسه انداختن بیرون، امیدی بهم نداشتن.— لاجیک، ویکی‌پدیا انگلیسی
لاجیک پس از خروج از مدرسه در ۱۶ سالگی، تصمیم به دنبال کردن موسیقی به صورت حرفه‌ای گرفت.

### حرفه
در ۱۳ سالگی، لاجیک با سلومون تیلور آشنا شد. کسی که مربی او پس از اخراج از مدرسه شد. لاجیک اولین بار توسط فیلم بیل را بکش ۱ مجذوب رپ و هیپ هاپ شد. به
سال بعد تیلور سی دی‌های اینسترومنتال زیادی برای لاجیک تهیه کرد تا بتواند روی آن‌ها شعر بنویسد.
در سال ۲۰۰۹ لاجیک تحت نام «سایکولاجیکال» (Psychological) کار کرد که لاجیک این نام را اینگونه شرح می‌دهد:
تنها اسمی که واقعاً بهش چسبیدم سایکولاجیکال بود. این کلمه رو خیلی دوست داشتم چون دربارهٔ ذهن بود و میدونستم که این چیزیه که از موسیقی میخوام؛ چیزی که ذهن رو به چالش بکشه— لاجیک
او یک میکس تیپ غیررسمی با عنوان " سایکولاجیکال - لاجیک: میکس تیپ " تحت نام هنری اصلی اش منتشر کرد. این میکس تیپ به لاجیک اجازه داد تا به عنوان Opening Act برای پیت بول، متد من، لوداکریس، ای پی ام دی و رد من کار کند.
پس از آن نام مستعار "سایکولاجیکال" را به "لاجیک" تغییر داد.
پس از این تجربیات، اولین میکس تیپ رسمی اش «جوان، ورشکسته و رسوا» (Young, Broke & Infamous) را در ۲۷ دسامبر ۲۰۱۰ منتشر کرد. این میکس تیپ توسط منتقدان مورد قبول واقع شد و لاجیک شهرتش را بدست آورد. کریس زارو رئیس گروه موسیقی رؤیایی، این میکس تیپ را گوش داد و با لاجیک به صورت مستقل قرارداد بست. این میکس تیپ بیش از ۲۵۰٬۰۰۰ بار در بنیاد اینترنتی به اشتراک گذاری میکس تیپ DatPiff دانلود شد. پس از آن دومین میکس تیپ خود «سیناترا جوان» (Young Sinatra) را منتشر کرد. موزیک ویدیو «تنها کاری که می‌کنم» (All I Do) از این مجموعه در هفته انتشار آن، بیش از ۱ میلیون بار بازدید داشت.
پس از موفقیت در دو پروژه قبلی خود، سومین میکس تیپ اش را با عنوان «سیناترا جوان: غیرقابل انکار» (Young Sinatra: Undeniable) در ۳۰ آوریل ۲۰۱۲ منتشر کرد. در این میکس تیپ لاجیک از مسائل شخصی، مثل چاقو خوردن مادرش، اعتیاد پدرش، اخراج از مدرسه و آینده اش می‌خواند.

### ۱۳ –۲۰۱۲: سیناترا جوان: به همیشگی خوش آمدید و قرار داد ضبط
در ۷ می ۲۰۱۳، میکس تیپ «سیناترا جوان: به همیشگی خوش آمدید» (Young Sinatra: Welcome to Forevers) را منتشر کرد.
در ۱۵ آوریل ۲۰۱۳ اعلام شد که لاجیک با دف جم رکوردینگز قرار داد بسته‌است و آهنگساز آلبوم اش نو آی.دی. خواهد بود. لاجیک اعلامیه‌ای عمومی در اینباره منتشر کرد:
 " برای قدم بعدی حرفه‌ام هیجان دارم، این باورنکردنیه که دف جم رکوردز و موسیقی رویایی دارند باهم کار می‌کنند. همکاری با نو.آی.دی. هم با ارزشه. افتخار می‌کنم که عضو به یاد ماندنی‌ترین لیبل هیپ هاپ باشم. "

### ۲۰۱۴: تحت فشار
در ۲۱ اکتبر ۲۰۱۴ آلبوم تحت فشار را منتشر کرد که بیش ۷۰٬۰۰۰ کپی از آن در هفته اول فروخته شد و رتبه دوم بهترین آهنگ‌های هیپ هاپ/آراندبی بیلبورد را کسب کرد.

### اکنون –۲۰۱۴: داستان باورنکردنی واقعی و بابی تارانتینو
در ۸ سپتامبر، لاجیک پیش نمایشی از دومین آلبومش منتشر کرد. همچنین اعلام کرد این مجموعه در پاییز ۲۰۱۵ منتشر خواهد شد.
لاجیک در ۲۲ سپتامبر، " مسیح جوان / Young Jesus " را که اولین تک‌آهنگ آلبوم بود را منتشر کرد. پس از آن "Like Woah" و "ناپدید شدن / Fade Away" به عنوان دومین و سومین تک‌آهنگ‌های آلبوم، به ترتیب در ۱۴ اکتبر و ۵ نوامبر منتشر شدند. پس از یک هفته " داستان باورنکردنی واقعی / The Incredible True Story " در ۱۳ نوامبر ۲۰۱۵ منتشر شد. این آلبوم رتبه سوم بیلبورد ۲۰۰ را کسب کرد. همچنین در صدر جدول بهترین‌های هیپ هاپ و آر اند بی بیلبورد جای گرفت. پس از آن لاجیک همراه جی ایزی تور جهانی تابستان بی پایان / Endless Summer را برگزار کرد.
در ۱ ژوئیه ۲۰۱۶، پنجمین میکس تیپ اش، " بابی تارانتینو / Bobby Tatantino " را منتشر کرد. این میکس تیپ را بی‌خبر از حساب توییتر اش به اشتراک گذاشت.

## زندگی شخصی
به منظور انتخاب موسیقی به عنوان یک شغل تمام وقت مجبور شد رابطه عاشقانه پنج ساله اش را در سال ۲۰۰۹ قطع کند.
میتونی همه چیز رو تو یک رابطه وارد کنی، اما معنیش این نیست که میتونی برگردی و هرچیزی رو که گذاشتی برداری. وقتی اولین میکس تیپ ام رو ساختم فهمیدم همه چیمو پای موسیقی گذاشتم - ساعت‌ها صرف کردم، عرق ریختم، اشک ریختم و سخت کار کردم - و [حاصل اش] رو برداشتم.— لاجیک
لاجیک در اکتبر ۲۰۱۵ با جسیکا اندرا (Jessica Andera) ازدواج کرد که این ازدواج در سال ۲۰۱۸ منجر به طلاق شد، بابی در یک پست اینستگرامی این خبر را منتشر کرد.
مشروب نمی‌خورم؛ گل نمی‌کشم ولی قبلاً می‌کشیدم؛ جوون تر بودم مثه یک چپق بزرگ بودم. شاید گاه‌وبیگاه یک پیک شامپاین بخورم.— لاجیک، ویکی‌پدیا انگلیسی
هرچند، لاجیک اعتیاد جدی به نیکوتین داشته‌است. در آهنگ «نیکی» (Nikki) در آلبوم تحت فشار (Under Pressure) به آن می‌پردازد. می‌گوید که از ۱۳ سالگی سیگاری شده و سپس معتاد الکل و مارجوانا شده و جرات ترک نیکوتین را نداشته. گرچه در حوالی انتشار تحت فشار عهد بست که دیگر سیگار نمی‌کشد.

## ترانه‌شناسی

### آلبوم‌های استودیویی
- confessions of a dangerous mind(2019)
- super market(soundtrack)2019
  - تحت فشار (۲۰۱۴) | Under Pressure
- داستان باور نکردنی واقعی (۲۰۱۵) | The Incredible True Story
- همه (۲۰۱۷)
- No Pressur (۲۰۲۰)

### میکس تیپ‌ها
- جوان، ورشکسته و رسوا (۲۰۱۰) | Young, Broke & Infamous
- سیناترا جوان (۲۰۱۱) | Young Sinatra
- سیناترا جوان: غیرقابل انکار (۲۰۱۲) | Young Sinatra: Undeniable
- سیناترا جوان: به همیشگی خوش آمدید (۲۰۱۳) | Young Sinatra: Welcome to Forever
- بابی ترانتینو (۲۰۱۶) | Bobby Tarantino
- Bobby Tarantino II بابی تارانتینو 2

### تک‌آهنگ‌ها
۲۰۱۴
- تحت فشار | Under Pressure
- زنده دفن شده | Buried Alive

۲۰۱۵
- مسیح جوان | Young Jesus
- Like Woah
- ناپدید شدن | Fade Away

۲۰۱۶
- Flexicution
- مچ دست | Wrist